# کلوتز
شهر کلوتز (به آلمانی: Klütz) در ایالت مکلنبورگ-فورپومن در کشور آلمان واقع شده‌است.